# Grebbin
Grebbin è una frazione del comune tedesco di Obere Warnow, nel Meclemburgo-Pomerania Anteriore.

## Storia
Grebbin fu citata per la prima volta nel 1265, e costituiva un piccolo centro rurale.
Il 1º gennaio 2012 il comune di Grebbin fu fuso con il comune di Herzberg, formando il nuovo comune di Obere Warnow.